# Kalná nad Hronom
Kalná nad Hronom este o comună slovacă, aflată în districtul Levice din regiunea Nitra. Localitatea se află la altitudinea de 160 m deasupra n.m., se întinde pe o suprafață de 34,13 km2 și în 2017 număra 2.077 de locuitori.

## Istoric
Localitatea Kalná nad Hronom este atestată documentar din 1209.

## Demografie
| An:                | 1994 | 2004   | 2014   | 2024   |
| ------------------ | ---- | ------ | ------ | ------ |
| Număr de persoane: | 2074 | 2065   | 2071   | 2025   |
| Diferență:         |      | −0,43% | +0,29% | −2,22% |

| An:                | 2023 | 2024   |
| ------------------ | ---- | ------ |
| Număr de persoane: | 2057 | 2025   |
| Diferență:         |      | −1,55% |